# プロレド・パートナーズ
株式会社プロレド・パートナーズ（英: Prored Partners CO.,LTD.）は、ブーズ・アンド・カンパニー（現PwCコンサルティング）出身の佐谷進、アクセンチュア出身の山本卓司らによって2009年に創業された、東京都港区に本社を置く経営コンサルティング会社である。
「価値＝対価」のフェアな社会の実現に向けて、成果報酬型やPEファンドなどのリスクテイクモデルを採用し、クライアントの戦略実行まで深く支援している。

## 解説
株式会社プロレド・パートナーズは、2009年に創業された東証プライム上場の経営コンサルティングファームである。その最大の特徴は、成果が出ない限り報酬を受け取らない成果報酬型のコンサルティングの提供と、PEファンドの運営だ。また、定性的な領域にも対応するため、アセスメント型のコンサルティングも導入し、顧客属性に応じた柔軟なサービス提供を実現している。
同社のプロジェクトには、成果が出ない限りコンサルティング報酬を受け取らないものが存在する。つまり、提供する各種経営コンサルティングを通して、クライアントの売上アップやコスト削減を成し遂げ、利益が生まれたときに初めて報酬を得るプロジェクトが数多くある。
この報酬体系により、プロレド側がリスクを負うことで成果にこだわった質の高いサービスを展開でき、クライアント側はリスクなしでコンサルタントとプロジェクトを進めることができる。同社は外資系戦略ファーム出身者らが創業し、経営に関する専門的な知識と手法を組み合わせ、圧倒的な成果を創出している。リスクテイクなコンサルティングを提供する背景には、「価値＝対価」の世の中を実現したいという同社のビジョンがある。
2020年には環境コンサルティングファーム「株式会社ナレッジリーン（旧知識経営研究所）」をグループ化した。
また、PEファンド「株式会社ブルパス・キャピタル」を子会社として設立した。金融機関を中心に資金調達し、100億円超のファンドを組成。累計300億円以上の企業投資を実行した。
2022年には課題解決を遂行する戦略実行・ハンズオン型コンサルティングを立ち上げ、現在では同社の主力事業として急成長している。

## 沿革
- 2009年-株式会社プロレド・パートナーズを創業
- 2010年-CRE戦略を成果報酬で行う「CREマネジメント」サービスを開始
- 2011年-全ての間接材コスト削減を成果報酬で行う「間接材マネジメント」サービスを開始
- 2012年-直接材コスト削減を成果報酬で行う「直接材マネジメント」サービスを開始
- 2018年-東京証券取引所マザーズに株式を上場
- 2020年-東京証券取引所市場第一部（現東証プライム市場）に市場変更
- 2020年-株式会社知識経営研究所（現株式会社ナレッジリーン）の株式を取得しグループ化
- 2020年-事業投資及びハンズオン経営支援を行う株式会社ブルパス・キャピタルを設立
- 2021年-株式会社ブルパス・キャピタルがサービスを提供するファンドとしてドルフィン1号投資事業有限責任組合を組成
- 2021年- 購買情報管理SaaS「Pro-Sign」の提供を開始
- 2023年-成功報酬型コンサルティングサービス（ストラテジー&ハンズオン事業）を開始